# ラファエル・フォン・ケーベル

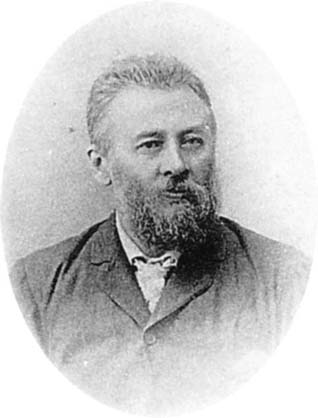
ラファエル・フォン・ケーベル

ラファエル・フォン・ケーベル（ドイツ語: Raphael von Koeber、ロシア語: Рафаэ́ль Густа́вович фон Кёбер, 1848年1月15日 - 1923年6月14日）は、ロシア出身（ドイツ系ロシア人）の哲学者・音楽家。明治政府のお雇い外国人として東京帝国大学で哲学、西洋古典学を講じた。勲三等瑞宝章。

## 生涯
枢密顧問官であったドイツ人の父グスタフ・ケーベルとロシア人の母のもとニジニ・ノヴゴロドに生まれる。ケーベル家はザクセンの一族で、父祖は皆ザクセンかクールラントに生まれている。曾祖父（母方の祖母の父）カール・レービンダーはレバル（現在のタリン）出身でニジニ・ノヴゴロドのドイツ新教教団の一員となり当地にドイツ教会を建設した。曾祖母（母方の祖母の母）はキールのゼールホルスト (Seelhorst) 家の出身。母方の祖父はスウェーデン系ロシア人である。
6歳より母方の祖母にピアノを学び1867年にモスクワ音楽院へ入学、ピョートル・チャイコフスキーとニコライ・ルビンシテインとカール・クリントヴォルトに師事し1872年に卒業した。しかし内気さ故に演奏家の道を断念し、音楽院ピアノ科同級の親友ミハイル・ダヴィドフと共に1873年からドイツのイェーナ大学で博物学を学んだ。エルンスト・ヘッケルの講義を熱心に聞いたが、のち哲学に転じ、ルドルフ・クリストフ・オイケン、カール・フォルトラーゲ、オットー・プフライデラー、フリッツ・シュルツェらに師事。クーノ・フィッシャーに学ぶためにハイデルベルク大学に移り、1881年にアルトゥル・ショーペンハウアーに関する論文により博士号を得た後、ベルリン大学、ハイデルベルク大学、ミュンヘン大学で音楽史と音楽美学を講じた。1890年には哲学史の教科書として、 Repetitorium der Geschichte der Philosophie（復習哲学史）を著している。また、シュヴェーグラーの Geschichte der Philosophie im Umriss（簡約哲学史）の第14版・第15版に増補改訂を行ったことでも知られている。
その後、友人のエドゥアルト・フォン・ハルトマンの勧めに従って日本へ渡り、1893年（明治26年）6月11日に神戸に到着した。同年から1914年（大正3年）まで21年間東京帝国大学に在職し、イマヌエル・カントなどのドイツ哲学を中心に、哲学史、ギリシア哲学など西洋古典学も教えた。日本では当時軽視されていた中世哲学の研究を推奨したことでも知られる。美学・美術史も、ケーベルが初めて講義を行った。学生たちからは「ケーベル先生」と呼ばれ敬愛された。
1898年5月、東京音楽学校（現・東京藝術大学）に出講し、ピアノと音楽史を教えていた（1909年9月まで）。
1903年、日本におけるオペラの初演の際には、指揮を担当したノエル・ペリとともに学生を指導し、ピアノ伴奏を行った。クリストフ・ヴィリバルト・グルック作曲「オルフォイス（オルフェオとエウリディーチェ）」が上演されたが、学生の自主公演だったためオーケストラは使えなかった。この際に訳詩を担当したのが教え子の一人である石倉小三郎その他のチーム、背景その他のデザインを担当したのが東京美術学校教授の和田英作であり、上演資金を農学者・実業家の渡部朔が提供、弟で音楽学校学生の渡部康三、柴田環（エウリディーチェ役、後の三浦環）、鈴木乃婦、外山国彦、東儀哲三郎、山本正夫などが出演した。
室内楽奏者としては、当初、ルドルフ・ディットリヒのヴァイオリンとの合奏が最高水準と言われた。
ディットリヒの帰国後、1899（明治31）年に、横浜でアウグスト・ユンケルのヴァイオリンを聴いて彼を東京音楽学校に推挙する。ユンケルはベルリン・フィルやシカゴ交響楽団の要職を歴任するも、風来坊的な性格から長続きせず、日本で役不足の仕事をしていたが、ケーベルに認められて日本楽壇を指導し、太平洋戦争中に生涯を終えるまで日本に永住した。ケーベルとユンケルの合奏も当時の日本で最先端の音楽であった。
1904年（明治37年）の日露戦争開戦の折にはロシアへの帰国を拒否したが、1914年になって退職し、ミュンヘンに戻る計画を立てていた。しかし1914年8月12日に横浜から船に乗り込む直前に第一次世界大戦が勃発し、帰国の機会を逸した。その後は1923年（大正12年）に死去するまで、友人のロシア総領事アルトゥール・ヴィーリムの横浜の官邸の一室に暮らした。墓地は雑司ヶ谷霊園にあるが、ロシア正教からカトリックに改宗して生涯を終えた。

## 著作
日本で出版された著作としては、最初の講義「哲学入門」の部分訳である『哲学要領』（1897年）や西洋思想・文化研究の必須の素養としてキリスト教や中世哲学の研究の必要を説いた『神学及中古哲学研究の必要』（1910年)のほか、哲学・美学・音楽分野など講義録などがあるが、一般によく読まれたのは随筆集である。
1918年に岩波書店が刊行した原文の抜粋 Kleine Schriften: philosophische Phantasien, Erinnerungen, Ketzereien, Paradoxien（小品集：哲学的幻想、思い出、異端、パラドックス）は、旧制高校・大学でのドイツ語教科書としても多く使われた。
晩年の大正末期、深田康算と直弟子の久保勉により日本語に訳された Kleine Schriften が『思潮』などの雑誌に発表され、『ケーベル博士小品集』、『ケーベル博士 続小品集』、『ケーベル博士 続々小品集』（岩波書店）が刊行された。有島武郎が晩年に書評を書いている。
岩波文庫の創刊間もない1928年に久保勉の編訳で刊行された『ケーベル博士随筆集』（岩波文庫、改版1957年）は、上記『小品集』からの再録を軸に、スピーチや書簡など若干の新しい内容を加えたもので、多数重版され続けている。

## 作曲
1901年（明治34年）の日本女子大学校（現・日本女子大学）開校式のための「日本女子大学校開校式祝歌」はケーベル作曲という。

### 歌曲
- 9つの歌（小松美沙子 校訂、音楽之友社、1992年出版）[20][21]
  - Da liegt im Schatten der Linden = ぼだい樹のかげ （ハインリヒ・ロイトホルト（英語版） 詞）
  - Mignon "Kennst du das Land" = ミニヨン "君よ知るや南の国" （ヨハン・ヴォルフガング・フォン・ゲーテ 詞）
  - Seh' ich die Straße dich kommen = はるかな道を来る君の姿に （フェルディナント・グレゴロヴィウス（英語版） 詞）
  - Warum sind denn die rosen so blaß? = なぜバラはかくも白いのか （ハインリヒ・ハイネ 詞）
  - Wohl waren es Tage der Sonne = 陽光まばゆい日々 （エマヌエル・ガイベル（英語版） 詞）
  - Wenn ich sterbe = 私が死ぬときは （グスタフ・ファルケ（英語版） 詞）
  - Vom Strande = 岸辺から （ヨーゼフ・フォン・アイヒェンドルフ 詞）
  - Die Nixe = 水の妖精 （ミハイル・レールモントフ 詞、フョードル・フィードレル（ロシア語版） 独訳）
  - Die Rechte streckt' ich schmerzlich oft = 悲しみのあまり右手を伸ばし （コンラート・フェルディナント・マイヤー 詞）

## 教え子
東京帝国大学文学部での1893年（明治26年）から1914年（大正3年）までの出講では、夏目漱石も講義を受けており、晩年に随筆『ケーベル先生』を著している。他に教え子は久保勉、深田康算、西田幾多郎、井上円了、安倍能成、岩波茂雄、阿部次郎、小山鞆絵、九鬼周造、岩下壮一、和辻哲郎、深田康算、大西克礼、波多野精一、田中秀央、武者小路実篤、小野秀雄、正親町公和、木下利玄、下村湖人（内田虎六郎）、志賀直哉、島村盛助など多数おり、大半が『思想 -ケーベル先生追悼号-』（岩波書店、1923年8月）に寄稿している。
和辻は後年『ケーベル先生』（岩波版「全集」第6巻に収録）を出版した。
夏目漱石と幸田延がケーベル邸を訪問した時の昼食レシピから、松栄亭（1907年創業、神田淡路町）で「洋風かき揚げ」が生まれたというエピソードがある。
音楽家としての教え子には、東京音楽学校の石倉小三郎、幸田延と瀧廉太郎、ピアノの教え子に橘糸重、神戸絢、本居長世などがいる。
瀧廉太郎のピアノ演奏に深い影響を与え、瀧のドイツ留学時には自らライプツィヒ音楽院あての推薦状を書いている。また幸田延の才能を評価し、欧米留学を薦めた。
東北大学附属図書館は1942年、東北帝国大学法文学部哲学科教授だった久保勉の斡旋で、ケーベルの旧蔵書1,999冊（洋書）蔵書を購入し「ケーベル文庫」を創設した。目録として『A Catalogue of the Koeber Collection』（1943年）が作成されている。